# 상관면
상관면(上關面)은 전북특별자치도 완주군의 면이다.

## 연혁
- 1935년 10월 1일 : 전주군 상관면에서 완주군 상관면이 됨
- 1983년 : 대성리, 색장리가 전주시로 편입됨

## 행정 구역
- 신리
- 죽림리
- 용암리
- 의암리
- 마치리

## 교통

### 철도
- 신리역
- 죽림온천역 (여객 취급을 하지 않음)

### 도로
- 상관 나들목(순천완주고속도로)

## 교육
- 남관초등학교 (용암리)
- 상관초등학교 (신리)
- 상관중학교 (신리)
- 한일장신대학교